# Lalachus
Laura Yustres Vélez (Fuenlabrada, 21 de abril de 1990), más conocida como Lalachus, es una actriz y cómica española. En 2024 fue reconocida con un Premio Ídolo y en 2025 con un Premio Tiktok en la categoría de comedia.

## Trayectoria
Tras licenciarse en Comunicación Audiovisual, trabajó durante una década como recepcionista en una empresa de construcción antes de dedicarse plenamente al mundo del entretenimiento.
Aunque en 2018 tenía un espectáculo de comedia independiente en Riot Comedy, se dio a conocer entre el gran público durante la pandemia de COVID-19, gracias al contenido humorístico que compartía en sus redes sociales.
Como actriz, en 2020 interpretó el papel de Lydia Lozano en la serie de televisión Veneno, producida por Javier Ambrossi y Javier Calvo. En 2021 también participó en la comedia policial Sin novedad, de Rodrigo Sopeña, así como en las miniseries Treintañeras a la deriva y Válidas.
En 2022 empezó a colaborar en pódcasts como Estirando el chicle, ganador de un Premios Ondas, o Cuerpos Especiales de Europa FM, del que también es presentadora en su edición de los viernes en sustitución a Eva Soriano. Junto a su compañera de radio Eva Soriano, participó en un programa de Tu cara me suena para dar vida a Sonia y Selena.
En 2023, formó parte de la serie documental de Luc Loren Influencers: sobrevivir a las redes. Durante ese año se convirtió en colaboradora habitual de La resistencia y, al año siguiente, de La Revuelta.
En 2024 estrenó un espectáculo propio junto con Bertus, K decirte k no sepas, presentado en el Festival Nacional de la Comedia en Almería. Ese mismo año, también participó en el Festival Cine Caliente, un ciclo de cine que incorpora la perspectiva de humoristas. Además, fue copresentadora de la Galas NoGalas de la gira de Operación Triunfo 2023, junto a Iban García, Masi Rodríguez, o Dan Renville. También fue la presentadora de las galas de los Premios Min y los Premios Ondas Globales del Podcast 2024. En febrero de 2024 comenzaron las grabaciones de La vida breve, una serie de comedia histórica de Movistar+ que cuenta con la participación de Laura. En agosto de 2024 participó en un programa del concurso del Grand Prix, como madrina de un pueblo de Navarra. El 5 de diciembre de 2024 se dio a conocer que presentaría las campanadas de fin de año en La 1 de Televisión Española, junto a David Broncano. Tras las campanadas, Laura se vio envuelta en una polémica por mostrar una estampa del Sagrado Corazón de Jesús modificada con la cara de la vaquilla del Grand Prix.
El 15 de enero de 2025 se anunció que participaría en Benidorm Calling, unos especiales previos a las tres galas del Benidorm Fest 2025. También fue la presentadora, junto a Aitor Albizua, de La noche del Benidorm Fest tras la gala final del concurso.
En Mayo del mismo año, durante la emisión del programa La Revuelta, show del que es colaboradora, el presentador Ramón García ofreció a Laura, en el propio show, la posibilidad de ser su acompañante en la edición 2025 del programa Grand Prix del verano, siendo esto aceptado por la humorista, quien copresentó el programa veraniego junto al propio Ramón.

## Filmografía

### Programas de televisión
| Año           | Programa                            | Cadena         | Rol                  |
| ------------- | ----------------------------------- | -------------- | -------------------- |
| 2022          | Tu cara me suena                    | Antena 3       | Invitada             |
| 2023          | Influencers: sobrevivir a las redes | Prime Video    | —                    |
| 2023-2024     | La resistencia                      | Movistar Plus+ | Colaboradora         |
| 2024-presente | La revuelta                         | La 1           | Colaboradora         |
| 2024          | Premios MIN                         | RTVE Play      | Presentadora         |
| 2024          | Gala NoGala Gira ING OT23           | Youtube        | Presentadora         |
| 2024          | Grand Prix                          | La 1           | Madrina (1 programa) |
| 2024          | Campanadas de fin de año            | La 1           | Presentadora         |
| 2025          | Benidorm Calling                    | RTVE Play      | Colaboradora         |
| 2025          | La noche del Benidorm Fest          | La 1           | Presentadora         |
| 2025          | Grand Prix                          | La 1           | Copresentadora       |

### Series
| Año  | Título                   | Cadena         | Rol          |
| ---- | ------------------------ | -------------- | ------------ |
| 2020 | Veneno                   | Atresplayer    | Lydia Lozano |
| 2020 | Válidas                  | Youtube        | —            |
| 2021 | Treintañeras a la deriva | Youtube        | —            |
| 2021 | Sin novedad              | HBO Max        | —            |
| 2025 | La vida breve            | Movistar Plus+ | Hortensia    |

### Programas de radio
| Año           | Programa            | Cadena         | Rol                         |
| ------------- | ------------------- | -------------- | --------------------------- |
| 2022-presente | Estirando el chicle | Podium Podcast | Colaboradora                |
| 2022-presente | Cuerpos especiales  | Europa FM      | Colaboradora y presentadora |

## Reconocimientos
En 2023, fue premiada durante la gala navideña celebrada en el programa Las Uvas de La Ser. Al año siguiente, fue la pregonera de las fiestas del Carnaval de Fuenlabrada.
También en 2024, la revista Forbes la incluyó en su lista de Mejores Creadores de Contenido. Ese mismo año, fue reconocida con el Premio Ídolo en la categoría de Humor.
En enero de 2025 fue galardonada con el Premio TikTok 2025, en la categoría de comedia.